# Alfred Quidant
Pierre Robert Joseph dit Alfred Quidant (Lyon, 7 décembre 1815 - Paris, 9 octobre 1893), est un pianiste et compositeur français.

## Biographie
Fils d'un marchand d'instruments de musique, il entre au Conservatoire de Paris en 1831 mais interrompt ses études pour travailler avec Sébastien Érard comme démonstrateur de piano, métier qu'il exerce pendant plus de trente ans. 
Professeur de piano, on lui doit de la musique de salon, des valses, marches, ballades, andante, etc ainsi que les musiques de chansons dont certaines furent populaires en leur temps. Il eut pour élève, entre autres, Emil von Sauer, Conrad Ansorge ou Arthur De Greef.

## Œuvres
On lui doit environ quatre-vingts compositions dont :
- La Fête au village, grande valse
- Fantaisie, en forme de valse chromatique
- Cantique, ou Fantaisie de Salon, op. 13
- Mazeppa, grande étude-galop, op. 21
- Grande étude-valse, op. 29
- La Marche de l'Univers, fantaisie, op. 34
- L'Horloge à musique, caprice, op. 35